# Turbo chrysostomus
Turbo chrysostomus is een slakkensoort uit de familie Turbinidae. De wetenschappelijke naam is gepubliceerd in 1758 door Linnaeus in de tiende editie van Systema naturae.